# Škofija Baie-Comeau
Škofija Baie-Comeau je rimskokatoliška škofija s sedežem v Baie-Comeau (Kanada).

## Geografija
Škofija zajame področje 148.750 km² s 90.907 prebivalci, od katerih je 89.232 rimokatoličanov (98,2 % vsega prebivalstva).
Škofija se nadalje deli na 45 župnij.

## Škofje
- Roger Ébacher (14. julij 1986-30. marec 1988)
- Maurice Couture (1. december 1988-17. marec 1990)
- Joseph Paul Pierre Morissette (17. marec 1990-danes)